# Deutereulophus occularis
Deutereulophus occularis är en stekelart som beskrevs av Schauff 2000. Deutereulophus occularis ingår i släktet Deutereulophus och familjen finglanssteklar. Inga underarter finns listade i Catalogue of Life.